# メタリカ (アルバム)
メタリカ (Metallica）は、メタリカがリリースした5作目のアルバム。通称『ブラック・アルバム』。
メタリカ初のBillboard 200の1位を獲得し、トップ200に288週チャートイン。シングル「エンター・サンドマン」「ジ・アンフォーギヴン」「ナッシング・エルス・マターズ」も全米トップ40入り。2014年5月には全米累計販売枚数が1600万枚を突破。全世界では現在までに3,000万枚近くを売り上げている。
当時のグランジ・ブームをヒントに、ヘヴィネスやグルーヴを重視した音楽性は、1980年代のヘヴィメタルブームが終わった後の新しいロックの形の一つとして、シーンやミュージシャン達に大きな影響を与えた。レコーディングでは、全ての曲においてメトロノームの音と完全に合うまで何度も録り直したという。制作費においては、100万ドルを費やした。
「ブラック・アルバム」と呼ばれる通り、ジャケットは真っ黒で「METALLICA」と蛇が描かれているシンプルなものである。とぐろを巻いた蛇は、アメリカ海兵隊のガズデン旗に由来し、収録曲「ドント・トレッド・オン・ミー」もそれに記された標榜で、日本語で「俺を踏みにじるな」という意味である。
2021年にリマスターボックスセットが発売された。
『ローリングストーン誌が選ぶオールタイム・ベストアルバム500』2020年版では235位にランクイン。

## 収録曲
1. エンター・サンドマン - Enter Sandman  [5:31]
先行シングルにもなり、メタリカ最大のヒット曲となった。
「サンドマン」とはお伽話に出てくる"眠りの精"のことで、子供の目に砂をまき、眠りを誘うと言われている。社会批判などシビアな題材が多いメタリカには珍しく、ファンタジックな内容である。途中、就寝前のお祈りの常套句で、ジェイムズ・ヘッドフィールドの後に続いて復唱している子供の声は、プロデューサーであるボブ・ロックの息子である。
『ローリング・ストーンの選ぶオールタイム・グレイテスト・ソング500』に於いて、408位にランクイン[4]。
2. サッド・バット・トゥルー - Sad But True  [5:24]
自分と「もう1人の自分」との対話を描いており、「悲しいけど本当のこと」と語りかける、非常にネガティブな内容となっている。元ネタは、アンソニー・ホプキンス主演のサスペンス映画『マジック』。
3. ホゥリアー・ザン・ザウ - Holier Than Thou [3:47]
ゴシップを追う人々やマスコミへの怒りをぶつけている。
4. ジ・アンフォーギヴン - The Unforgiven [6:27]
殉教者であった両親の下で育ったジェイムスの幼少期の苦悩が元になっている、非常にダークな内容の歌詞となっている。ジェイムス曰く「自身の怠慢で最低な人生を送っているのに、それを親や宗教のせいにしている奴の歌」。
5. ホェアエヴァー・アイ・メイ・ロウム - Wherever I May Roam [6:44]
6. ドント・トレッド・オン・ミー - Don't Tread on Me [4:00]
先述の通り、タイトルはアメリカ海兵隊のガズデン旗に記された標榜「俺を踏みにじるな」に由来。
7. スルー・ザ・ネヴァー - Through the Never [4:04]
神ではなく宗教が人の人生を決めることへのやりきれない思い対して、「生きることだけに飢えていろ」と謳っている。実際、ジェイムズの母親は殉教者である。またジェイムスは、この曲の歌詞の内容についてカール・セーガンの著作「COSMOS」に感銘を受けたと語っている。
8. ナッシング・エルス・マターズ - Nothing Else Matters [6:28]
ジェイムズが、以前の恋人への思いを綴った、メタリカ初のラヴ・バラード。
曲中の「They（奴ら）」とは、メタリカが売れてから賛美しだした評論家やメディアを指しており、「Battery」と同様にファンとの絆も歌っている。
1999年のライブ・アルバム『S&M』の発売日前日に、先行シングルがリリースされた。
2002年のウィーン少年合唱団のカヴァー・アルバム『ゴーズ・ホップ』でも採り上げられており、カーク・ハメットが「壮大な仕上がりだった」と評している。
9. オブ・ウルフ・アンド・マン - Of Wolf and Man [4:16]
ジェイムスの趣味であるハンティングが歌詞の下地となっている。
10. ザ・ゴッド・ザット・フェイルド - The God That Failed [5:08]
11. マイ・フレンド・オブ・ミゼリー - My Friend of Misery [6:48]
12. ザ・ストラグル・ウィズイン - The Struggle Within [3:53]
13. ソー・ホワット - So What? [3:08]
日本盤のみ収録。アンチ・ノーホェア・リーグのカヴァー。
下品な歌詞であることから、近年のライヴでは披露されていない[5]。

## 参加ミュージシャン
- ジェームズ・ヘットフィールド (James Hetfield)  - リズムギター/ボーカル
- カーク・ハメット (Kirk Hammet)  - リードギター
- ジェイソン・ニューステッド (Jason Newsted)  - ベース
- ラーズ・ウルリッヒ (Lars Ulrich)  - ドラム